# Боббі Вілсон (тенісист)
Боббі Вілсон (англ. Bobby Wilson; 22 листопада 1935 — 21 вересня 2020) — колишній британський тенісист.
Здобув 56 одиночних титулів.
Найвищим досягненням на турнірах Великого шолома був фінал в парному розряді.
Завершив кар'єру 1975 року.

## Фінали турнірів Великого шолома

### Парний розряд (1 поразка)
| Результат | Рік  | Турнір               | Покриття | Партнер    | Суперники                     | Рахунок        |
| --------- | ---- | -------------------- | -------- | ---------- | ----------------------------- | -------------- |
| Поразка   | 1960 | Вімблдонський турнір | Трава    | Майк Девіс | Денніс Ролстрон Рафаель Осуна | 5–7, 3–6, 8–10 |

## Титули на юніорських турнірах Великого шлему

### Одиночний розряд: 1
| Результат | Рік  | Турнір               | Покриття | Суперник       | Рахунок  |
| --------- | ---- | -------------------- | -------- | -------------- | -------- |
| Перемога  | 1952 | Вімблдонський турнір | Трава    | Тревор Фенкатт | 6–3, 6–3 |